# Rosenrevolutionstorget

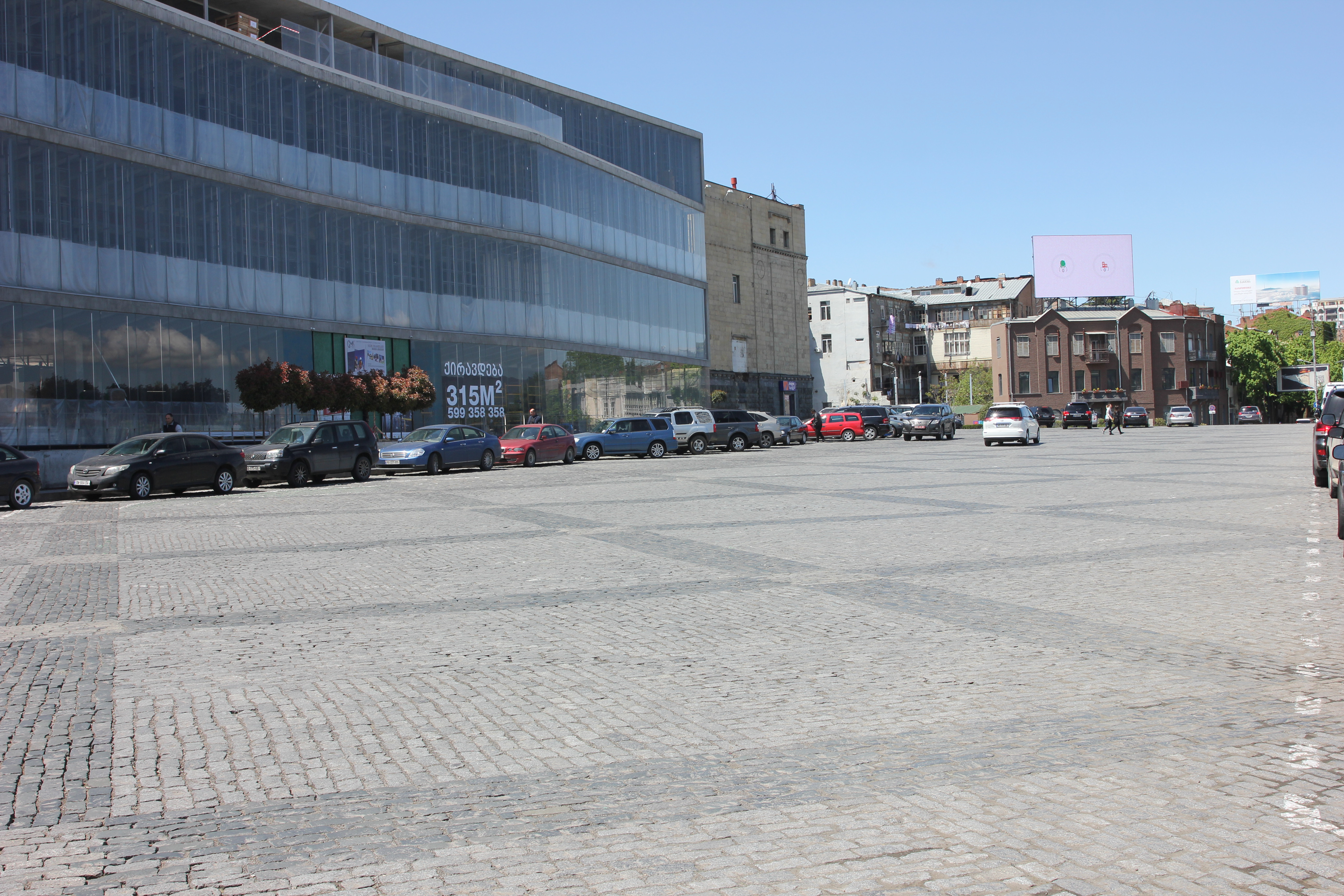
Rosenrevolutionstorget

Rosenrevolutionstorget (georgiska: ვარდების რევოლუციის მოედანი, Vardebis Revolutsios Moedasi) är ett torg beläget i Veradistriktet i Georgiens huvudstad Tbilisi, på den västra änden av Rustaveliavenyn. Torget byggdes år 1983 och döptes till Republikstorget. År 2005 bytte man namn på torget till Rosenrevolutionstorget, efter den revolution som ägde rum i staden år 2003.

### Fotnoter
1. ↑  ”Rose Revolution Square”. Tbilisis gatunamnsdatabas, Tbilisis stadshus. Arkiverad från originalet den 25 juli 2011. https://web.archive.org/web/20110725071407/http://www.tbilisi.gov.ge/streets_new/index.php.